# Skala Burcha-Wartofsky’ego
Skala Burcha-Wartofsky’ego – skala oceny ryzyka wystąpienia przełomu tarczycowego hipermetabolicznego.
Przełom tarczycowy hipermetaboliczny jest stanem bezpośredniego zagrożenia życia (śmiertelność w nieleczonym przełomie wynosi 100%, natomiast w leczonym 10%), w którego przebiegu występują objawy nadczynności tarczycy wraz z objawami niewydolności wielonarządowej. Skala oceny jego ryzyka została opracowana przez Henry’ego Burcha i Leonarda Wartofsky’ego w 1993 roku.

## Skala Burcha-Wartofsky’ego
| Objawy | Punkty |
| --- | ------ |
| temperatura ciała |        |
| 38–38,5 | 5      |
| 38,6–39,0 | 10     |
| 39,1–39,5 | 15     |
| 39,6–40,0 | 20     |
| 40,1–40,6 | 25     |
| > 40,6 | 30     |
| objawy ze strony układu nerwowego |        |
| nieobecne | 0      |
| łagodne (pobudzenie) | 10     |
| umiarkowane (majaczenie, psychoza, letarg) | 20     |
| ciężkie (drgawki, śpiączka) | 30     |
| objawy ze strony układu pokarmowego |        |
| nieobecne | 0      |
| łagodne (biegunka, nudności, wymioty, ból brzucha) | 10     |
| ciężkie (żółtaczka) | 20     |
| objawy ze strony układu krążenia |        |
| tachykardia |        |
| 90–109 | 5      |
| 110–119 | 10     |
| 120–129 | 15     |
| 130–139 | 20     |
| > 140 | 25     |
| niewydolność serca |        |
| nieobecna | 0      |
| łagodna (obrzęki podudzi) | 5      |
| umiarkowana (trzeszczenia u podstawy płuc) | 10     |
| ciężka (obrzęk płuc) | 15     |
| migotanie przedsionków |        |
| nieobecne | 0      |
| obecne | 10     |
| czynnik predysponujący (u chorych z nieleczoną lub niewłaściwie leczoną nadczynnością tarczycy: ostre zakażenie, uraz, operacja, poród, kwasica ketonowa, zawał mięśnia sercowego, udar mózgu, przemijający atak niedokrwienny (TIA), terapia jodem radioaktywnym 131I, podanie środków cieniujących) |        |
| nieobecny | 0      |
| obecny | 10     |

## Interpretacja
Wynik uzyskuje się po zsumowaniu punktów i jego interpretacja jest następująca
| < 25  | przełom tarczycowy mało prawdopodobny                                                                                           |
| 25-45 | przełom tarczycowy zagrażający (konieczna wnikliwa ocena kliniczna przed podjęciem decyzji o rozpoczęciu intensywnego leczenia) |
| > 45  | przełom tarczycowy bardzo prawdopodobny (konieczne niezwłoczne rozpoczęcie intensywnego leczenia)                               |